# Interkontinentalni kup u hokeju na travi 2006.
Interkontinentalni kup u hokeju na travi 2006. je bio izlučnim natjecanjem za steći pravo sudjelovati na glavnom turniru Svjetskog kupa u hokeja na travi.

## Mjesto i vrijeme održavanja
Održao se u Čangžouu u Kini, od 12. do 23. travnja 2006.
Prvih pet predstavništava u poredku je s izlučnog natjecanja, izborilo sudjelovanje na završnom turniru. Poredak je bio idući
1.  Novi Zeland

2.  J. Koreja

3.  Engleska

4.  Pakistan

5.  Japan

6.  Francuska

7.  Belgija

8.  Irska

9.  Malezija

10.  Kanada

11.  Egipat

12.  Kina 

## Sudionici izlučnog natjecanja
Izlučno natjecanja se igralo u dvije skupine, A i B.
U skupini A bile su momčadi:
Belgija, Kanada, Egipat, Engleska, Irska, Pakistan
U skupini B bile su momčadi:
Kina, Francuska, Japan, Južna Koreja, Malezija, Novi Zeland.

## Rezultati
Vrijeme održavanja susreta je pisano prema mjesnom vremenu (Srednjoeuropsko vrijeme + 7).

### A skupina
12. travnja
10:00      Pakistan -  Kanada 1:0 (1:0)

12:00      Belgija -  Egipat 5:2 (2:2)

18:00      Engleska -  Irska 5:1 (2:1)

13. travnja
14:00      Pakistan -  Belgija 2:2 (0:0)

16:00      Engleska -  Egipat 6:1 (4:0)

18:00      Irska -  Kanada 2:1 (1:0)

15. travnja
12:00      Engleska -  Kanada 5:3 (2:2)

14:00      Belgija -  Irska 1:0 (1:0)

16:00      Pakistan -  Egipat 2:1 (0:1)

17. travnja
14:00      Egipat -  Irska 3:2 (1:1)

16:00      Belgija -  Kanada 1:0 (1:0)

18:00      Pakistan -  Engleska 3:2 (2:1)

18. travnja
10:00      Engleska -  Belgija 1:0 (1:0)

12:00      Pakistan -  Irska 2:2 (1:2)

14:00      Kanada -  Egipat 2:1 (2:0)

Konačni poredak skupine A
```
Momčad      Ut Pb N Pz  Ps:Pg  Bod

 Engleska     5  4 0  1  19: 8   12 

 Pakistan     5  3 2  0  10: 7   11 

 Belgija      5  3 1  1   9: 5   10 

 Irska        5  1 1  3   7:12    4 

 Kanada       5  1 0  4   6:10    3 

 Egipat       5  1 0  4   8:17    3
```

### B skupina
12. travnja
16:00      J. Koreja -  Francuska 2:2 (2:1)

18:00      Novi Zeland -  Kina 4:1 (4:0)

20:00      Japan -  Malezija 1:0 (0:0)

14. travnja
14:00      Novi Zeland -  Japan 4:2 (2:0)

16:00      J. Koreja -  Malezija 3:1 (2:0)

18:00      Francuska -  Kina 3:3 (1:2)

16. travnja
12:00      J. Koreja -  Japan 4:2 (3:1)

14:00      Malezija -  Kina 2:0 (0:0)

16:00      Francuska -  Novi Zeland 5:2 (4:2)

18. travnja
14:00      Francuska -  Malezija 4:1 (2:1)

16:00      Japan -  Kina 4:2 (1:0)

18:00      J. Koreja -  Novi Zeland 1:1 (0:0)

19. travnja
16:00      Japan -  Francuska 5:3 (2:3)

18:00      Novi Zeland -  Malezija 4:2 (2:1)

20:00      J. Koreja -  Kina 2:0 (1:0)

Konačni poredak skupine B
```
Momčad      Ut Pb N Pz  Ps:Pg  Bod

 J. Koreja    5  3 2  0  12: 6   11 
N. Zeland    5  3 1  1  15:11   10 

 Japan        5  3 0  2  14:13    9 

 Francuska    5  2 2  1  17:13    8 

 Malezija     5  1 0  4   6:12    3 

 Kina         5  0 1  4   6:15    1
```

### Doigravanje za poredak
Od 1. – 4. mjesta
Prve dvije momčadi iz svake skupine su osigurale nastup na Svjetskom kupu, međutim natjecanje za njih ne završava: igraju dalje za poredak na turniru.
A1-B2

A2-B1

22. travnja 
9:30     Novi Zeland -  Engleska 3:1 (2:0)

12:00    J. Koreja -  Pakistan 2:1 (0:0)

23. travnja 
za 3. mjesto:

10:00    Engleska -  Pakistan 3:1 (1:0)

za 1. mjesto:

15:00    Novi Zeland -  J. Koreja 4:1 (3:0)
Od 5. – 8. mjesta
Trećeplasirane i četvrtoplasirane momčadi u skupinama igraju međusobno po sustavu na ispadanje, boreći se za preostalo mjesto koje vodi na Svjetski kup u Njemačku.
A3-B4

A4-B3

21. travnja
11:30      Francuska -  Belgija 1:1 (1:1) 4:2 kazneni udarci

14:00      Japan -  Irska 2:1 (1:1)
22. travnja
za 7. mjesto:

17:00      Belgija -  Irska 2:1 (1:0)
23. travnja:

12:30      Japan -  Francuska 2:1 (1:0)
Od 9. – 12. mjesta
Petoplasirane i šestoplasirane igraju međusobno unakrižno za poredak na turniru od 9. do 12. mjesta.
A5-B6

A6-B5

21. travnja
9:00      Kanada -  Kina 1:0 (0:0)

9:30      Malezija -  Egipat 6:2 (1:0)

22. travnja
za 9. mjesto:  

14:30     Malezija -  Kanada 2:1 (2:0)

za 11. mjesto: 

12:00     Egipat -  Kina 3:2 (2:2, 2:1) zlatni gol

## Vanjske poveznice
- Službene stranice izlučnog natjecanja  Arhivirana inačica izvorne stranice od 19. rujna 2006. (Wayback Machine)
- Rezultati utakmica  Arhivirana inačica izvorne stranice od 4. rujna 2006. (Wayback Machine)